# Governació d'Al-Hasakah
La governació o muhàfadha d'Al-Hasakah (àrab: مُحافظة الحسكة, muẖāfaẓat al-Ḥasaka; kurd: حسكة; arameu: ܓܙܪܬܐ) és una muhàfadha situada a l'extrem nord-est de Síria, amb capital a la ciutat homònima d'Al-Hasakah. Es distingeix per les seues fèrtils terres travessades pel riu Khabur, la seua quantitat d'aigua, la seua naturalesa pintoresca i per tenir més d'un centenar de jaciments arqueològics interessants. Integra una superfície de 23.334 km² i la seua població va ser estimada en 1.377.000 l'any 2007.
Actualment es troba de facto sota control del govern de Rojava.

## Localitats i demografia
La població de la governació d'Al-Hasakah es compon de diferents grups culturals i ètnics, principalment kurds, àrabs, assiris, i una minoria armènia. Segons el cens oficial de 2004, la població de la governació era d'1.275.118 habitants. En 2007 es va estimar que era d'1.377.000 habitants.
Les dades de població que apareixen a continuació estan basades en el cens oficial de 2004:

## Districtes i subdistrictes
La governació està dividida en 4 districtes o míntaqes: districte d'Al-Hasakah, districte de Qamixli, districte d'Al Malikiya i districte de Ras al-Ayn.
Els 4 districtes se subdivideixen al seu torn en 16 subdistrictes o nàhiyes:
Districte d'Al-Hasakah
- Subdistricte d'Al-Hasakah
- Subdistricte d'Ash-Shaddadeh
- Subdistricte de Tal Tamer
- Subdistricte de Bir al-Helu
- Subdistricte de Markadah
- Subdistricte d'Al-Arishah
- Subdistricte d'Al-Hawl

Districte de Qamixli
- Subdistricte de Qamixli
- Subdistricte d'Al Qahtania
- Subdistricte d'Amuda
- Subdistricte de Tal Hamis

Districte d'Al Malikiya
- Subdistricte d'Al Malikiya
- Subdistricte d'Al-Jawadiyah
- Subdistricte de Yarubiyah

Districte d'Al Ras al-Ayn
- Subdistricte de Ras al-Ayn
- Subdistricte d'Al Darbasiya